# دیوید اجی
سر دیوید فرانک اجی (به انگلیسی: Sir David Frank Adjaye) (زادهٔ سپتامبر ۱۹۶۶) معمار غنایی - بریتانیایی است.

## زندگی و تحصیلات
دیوید اجی که پسر یک دیپلمات اهل غنا است در شهر دارالسلام در کشور تانزانیا به دنیا آمده و در کشورهایی همچون مصر، یمن، لبنان زندگی کرده‌است. او در نه سالگی به ساکن بریتانیا شد. دیوید اجی مدرک کارشناسی خود را از دانشگاه ساوث‌بنک لندن و مدرک کارشناسی ارشدش را از دانشکدهٔ سلطنتی هنر لندن دریافت کرده‌است.